# Airport Road, Wyoming
Airport Road är en förort till staden Worland i den amerikanska delstaten Wyoming, belägen i Washakie County ett par kilometer söder om stadens centrum i riktning mot flygplatsen. Orten hade 297 invånare vid 2000 års federala folkräkning, då den räknades som census-designated place.